# 太田英里
太田 英里（おおた えり）は、日本の女優、モデル、タレント。5月6日生まれ。東海地方を中心に活動後、東京を拠点に活動。現在は地元三重県を盛り上げるため、PR活動を行っている。

## 出演歴(女優)

### テレビドラマ
- フジテレビ月9ドラマ「SUITS/スーツ」アソシエイト弁護士役 　（2018年）

- フジテレビ ドラマ「パーフェクトワールド」第５話ピアニスト役 　（2019年）
- テレビ朝日「ドクターY～外科医・加地秀樹～」　（2019年）
- テレビ朝日「ドクターX～外科医・大門未知子～シーズン６」ナース役 　（2019年）
- フジテレビ月9ドラマ『SUITS/スーツ2』にアソシエイト弁護士・江口朱美 役出演 　（2020年）
- テレビ朝日「ドクターX～外科医・大門未知子～シーズン７」ナース役 　（2021年）

### 映画
- 日本で一番悪い奴ら（2016年6月）
- リベンジgirl（2017年12月）
- クソ野郎と美しき世界（2018年4月）
- 青夏 きみに恋した30日（2018年8月）

### 舞台
- ぐりむの法則 「コウの花嫁」主役コウ役　（2016年８月）　千種文化小劇場
- ワニガメろどりげす「enigmatic black EIGHT」　サカモト役　（2017年8月）  大須観音ビル

### ミュージックビデオ
- (株)サイトウキカク 3rdミニアルバム『サイトウキカク３』に収録。「5mi」に出演。  （2018年2月14日）
- ニノミヤユイ「痛人間讃歌」（2020年12月）

### テレビゲーム
- 実写映像シネマティックホラー アドベンチャーゲーム 『CLOSED NIGHTMARE』  主人公 上代真莉亜役 (2018.7.19発売)

### Youtube
- ヘイフィーバーチャンネル『ガラクタ』第６話　鷺沼えみ役　（2021年４月）

### CM
- 「鈴鹿サーキット」TVCM　　（2017年）
- 「東海ろうきん」TVCM  （2019年）
- ジェイテクト「パワーアシストスーツ」PRムービー 　（2019年）
- 「ハウスクラフト株式会社」イメージムービー 　（2019年）
- 「レゴランド・ジャパン・リゾート」TVCM「目覚めろ！きみのニンジャ魂！」篇 　（2019年）
- 三菱電機 三菱換気扇 TVCM「換気ソリューション」篇 　（2020年）
- ビジョンケアカンパニー「アキュビュー(R)スマート調光」TVCM 　（2020年）
- ブラザー工業株式会社 企業CM「あなたの時間を大切に」篇 　（2020年）
- 中部電力株式会社 TVCM「分社のお知らせ」篇 　（2020年）
- STORES「初めてのネット予約で商売繁盛」篇 　（2021年～）

## 出演歴（その他）
- 中京テレビ「PS3世」（2014年）
- 愛知北エフエム放送「United North」84.2MHzナビゲーター　（2015年）

- 三重テレビ「とってもワクドキ！」料理コーナー「みえごはん」レギュラー　（2015年～2019年3月）

- 稲沢CATV「TOPTOWER TV」　　（2015年）
- 釣りビジョン「釣りはじめます！～三重編～」　（2015年）
- 釣りビジョン「釣りはじめますグランプリ2015,16,17」グランプリ受賞３連覇　（2015年~2017年、3年連続）
- TBSテレビ「山里と100人の美女」　（2017年）
- 三重テレビ「ボ～っト見せちゃいます。津ぅ」　（2017年）
- 釣りビジョン「海上釣り堀 DE ポン」　（2018年）
- TBSテレビ「ニンゲン観察バラエティ モニタリング」　（2018年）
- 三重テレビ他「旅して！北海道女子旅」　（2018年）
- テレビ東京『天～赤木しげる葬式編～』　（2019年）
- フジテレビ『ネタパレ』瀬良社長コントネタ 　（2019年）
- フジテレビ「痛快TV スカッとジャパン」ショートドラマ ピアニスト役他 　（2019年）
- 日本テレビ『世界一受けたい授業』再現VTR 　（2019年）
- 日本テレビ『ぐるぐるナインティナイン2時間SP』「ゴチになります」再現VTR・ 武田玲奈さん役 　（2020年）
- 日本テレビ『ザ！世界仰天ニュース4時間SP』再現VTR 　（2020年）
- 日本テレビ『ヒルナンデス！』新企画『着てほしいコーデ』モデル 　（2020年）
- フジテレビ『直撃！シンソウ坂上』再現VTR 　（2020年）
- 日本テレビ『ザ・世界仰天ニュース 仰天4時間SP』再現VTR 　（2020年）
- Hulu配信『トップナイフー天才看護師の条件ー後編』　（2020年）
- TBSテレビ『裏顔女子の夜』再現VTR 　（2020年）
- テレビ愛知『黒ちゃんねる』写真企画部 　（2020年）
- カンテレ・フジテレビ系列『華丸大吉&千鳥のテッパンいただきます！』再現ドラマ・芳根京子さん役　 （2021年）
- 三重テレビ『Mieライブ』いなべ市のオススメを紹介、ゲスト出演（2022年3月）
- 日本テレビ『THE 突破ファイル』再現VTR　巫女役（2022年）
- 日本テレビ『ぐるぐるナインティナイン』　「ゴチになります」再現VTR・二宮和也の母親役（2022年）

## モデル
- 2014年度　ミス桑名グランプリ
- 「和泉布帛」エプロンカタログモデル
- 「るるぶ 名古屋 東海 デートBOOK」
- サロンモデル
- プレッピー(美容雑誌)
- ブライダルショー、ブライダル情報誌
- ヘアコンテスト
- 撮影会

## その他
- ナチュラルフードコーディネイター
- 健康食コーディネイター
- エレガンスマナーインストラクター
- 三重PR大使（2018 沖縄訪問）
- オークラホーム「らくハピcooking」レシピ考案

## おすすめの三重県グルメ
- 農業レストランフラール
- 点心専門店Fuu 公式アンバサダー
- 洋食屋SAKURA
- 自然食 千とせ
- 和食処 錦
- 食肉加工屋 FUCHITEI
- サンクチュアリ オープンカフェサウザンドウィンズ
- patisserie GHIBLI
- Patisserie Cafe こんま亭
- 上木食堂
- KOZZO
- やまてらす
- キッチュエビオ
- イワキ製茶
- ヒモノ食堂
- Sweets Lab ＃1090